# Głogowiec (Łódź-est)
Pour les articles homonymes, voir Głogowiec.
Głogowiec (prononciation [ɡwɔˈɡɔvjɛt͡s) est un village de la gmina de Nowosolna, du powiat de Łódź-est, dans la voïvodie de Łódź, situé dans le centre de la Pologne.
Sa population s'élève approximativement à 40 habitants.

## Administration
De 1975 à 1998, le village était attaché administrativement à l'ancienne voïvodie de Łódź.

Depuis 1999, il fait partie de la nouvelle voïvodie de Łódź.